# Koreanosaurus
Koreanosaurus là một chi khủng long, được H. M. Kim mô tả khoa học năm 1979.